# Claire Denamur
Pour les articles homonymes, voir Denamur.
Claire Denamur est une artiste et chanteuse française née le 17 février 1984. Elle joue une musique d’un caractère folk électrique, tour à tour penchée sur le personnage qu’elle incarne ou sur les grands thèmes sociaux.

## Biographie
Née à Paris d'un père franco-hollandais (assureur de profession) et d'une mère argentine, Claire Denamur passe une partie de son enfance en Amérique du nord (Canada, États-Unis), de 5 à 15 ans. Elle prend des cours de piano et commence à composer. En France, elle passe le baccalauréat en section littéraire et fait des études de communication (maîtrise en « Médiation culturelle » à l'Université de Paris III). 
À l'âge de 22 ans, elle est remarquée par un producteur grâce au titre Ah les hommes sur le site MySpace ; à l'époque, elle gagne sa vie comme serveuse dans un restaurant à Bordeaux. Elle entreprend alors sa première tournée française aux côtés d'artistes tels que Bensé, Renan Luce et La Grande Sophie.
En 2009, elle sort un premier album, qui obtient le Prix du public et le Prix du jury au Festival Saveurs Culturelles du Monde au Casino 2000 de Mondorf-les-Bains (Luxembourg). La chanson In the mood for l'amour est utilisée dans une publicité pour le déodorant Rexona / Degree. Les textes sont très axés sur les relations femmes-hommes et la musique est acoustique country folk intimiste accompagnée d'une voix légèrement cassée.
En 2010, Claire Denamur participe à l'album Dr Tom, projet réunissant un panel de chanteurs français et regroupant à titre posthume des titres composés par Franck Langolff. Elle participe aux Rencontres d'Astaffort, organisées par Francis Cabrel. 
En 2011, elle sort un album de 4 titres, Bang Bang Bang, dont une reprise du titre Hurt de Trent Reznor popularisé par Johnny Cash, puis un album intitulé Vagabonde, enregistré à Montréal avec Jean Massicotte, dans le studio Masterkut. L'album est plus bluesy, moins léger. La même année, elle participe à l'émission Le fou du roi de France Inter (Proud Mary)., à l'émission Taratata (Bang Bang Bang).
En 2012, elle sort un album de 4 titres, Rien de moi (uniquement disponible en digital) : il comprend 3 reprises (Cold War Kids, Florence & the Machine, Lana Del Rey) ainsi qu'une version en public du single Rien de moi . Cet EP est accompagné de 4 vidéos que l'on peut visionner sur Internet. En parallèle à la sortie de l'album, elle enregistre une série de reprises qui sont mises en ligne sur internet de façon épisodique sous le nom de Vagabondages (#1 : Walking Blues, de Big Mama Thornton ; #2 : Fortunate Son, des Creedence Clearwater Revival ; #3 : La nuit je mens, d'Alain Bashung ; #4 : Fade Into You, de Mazzy Star).
En 2013, Claire Denamur interprète 2 titres de la bande originale de la série Tiger Lily, sur France 2, intitulés Beretta et Desire, disponibles en téléchargement. La reprise de Dog Days Are Over de Florence And The Machine, tirée de l’EP Rien de moi est aussi présente sur la bande originale.
En 2014, elle signe la bande originale du long métrage L'Hermine de Christian Vincent.